# Corolla (djur)
Corolla är ett släkte av snäckor. Corolla ingår i familjen Cymbuliidae.
Kladogram enligt Catalogue of Life:
| Corolla | \| \| Corolla calceola \| \| \| \| \| \| Corolla intermedia \| \| \| \| \| \| Corolla ovata \| \| \| \| \| \| Corolla spectabilis \| \| \| \| |
|         | \| \| Corolla calceola \| \| \| \| \| \| Corolla intermedia \| \| \| \| \| \| Corolla ovata \| \| \| \| \| \| Corolla spectabilis \| \| \| \| |
|         | Cleba |
|         | |
|         | Cymbulia |
|         | |
|         | Gleba |
|         | |
|         | Corolla calceola |
|         | |
|         | Corolla intermedia |
|         | |
|         | Corolla ovata |
|         | |
|         | Corolla spectabilis |
|         | |

|  | Corolla calceola    |
|  |                     |
|  | Corolla intermedia  |
|  |                     |
|  | Corolla ovata       |
|  |                     |
|  | Corolla spectabilis |
|  |                     |